# Barbatos (groupe)
Pour les articles homonymes, voir Barbatos.
Barbatos est un groupe japonais de black et thrash metal, originaire de Tokyo. Le nom du groupe est tiré d'un des 69 démons majeurs, Barbatos.

## Biographie
Barbatos est formé en 1996 par le musicien japonais Yasuyuki Suzuki, du groupe Abigail et Cutthroat, en tant que projet parallèle,. Le groupe publie son premier album studio, War! Speed and Power en 2001. Il est suivi deux ans plus tard, en 2003, par un deuxième album intitulé Rocking Metal Mothefucker. 
En 2004, le groupe signe un contrat avec le label Agonia Records pour la sortie de leur prochain album, Fury and Fear, Flesh and Bone, l'année suivante en 2005. En 2006, ils publient leur album studio Let's Fucking Die!
En mai 2015, le groupe publie un nouvel album studio intitulé Straight Metal War,,.

## Membres

### Membre actuel
- Yasuyuki Suzuki - tous les instruments[1]

### Anciens membres
- Youhei - batterie
- Damian - chant
- T.N.D - basse
- Ruben - guitare
- Shaxul - batterie
- Khaos - guitare
- Joel Grind - chant
- Chuck Keller - chant, guitare

## Discographie

### Albums studio
- 2001 : War! Speed and Power
- 2003 : Rocking Metal Mothefucker
- 2005 : Fury and Fear, Flesh and Bone
- 2006 : Let's Fucking Die!
- 2015 : Straight Metal War

### Album live
- 2008 : Live at Factory

### Splits
- 1999 : We Are Legion
- 2006 : Satan's Revenge Live!!!
- 2007 : Incriminated
- 2008 : Street Metal Alcoholocaust
- 2008 : Hungarian Barbatos Legions
- 2008 : Bastardator
- 2008 : Baptized By Beers
- 2009 : Bludwulf

### Démos
- 1998 : 1942 (démo)
- 2002 : Bloody Fucking War
- 2002 : Sexual Metal Holocaust